# Stadion Niedermatten
 (avril 2025).
Le Stadion Niedermatten est un stade basé à Wohlen dans le canton d'Argovie (Suisse). Il est uniquement utilisé pour les rencontres de football.
Le stade accueille deux matchs du championnat d'Europe féminin des moins de 19 ans 2018.